# Old Cuban

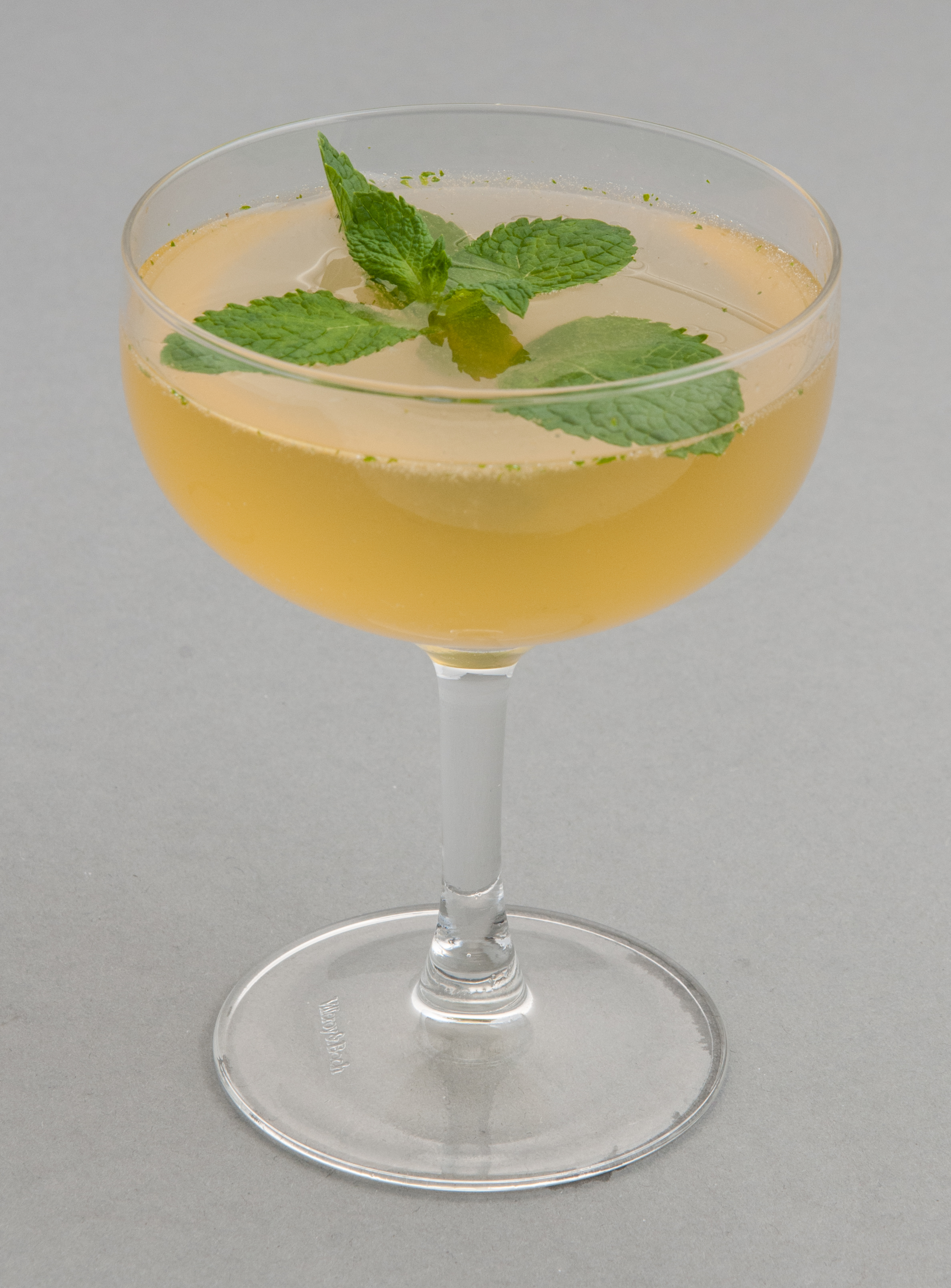
Old Cuban

Der Old Cuban ist ein Cocktail aus Rum, Limette, Minze und Champagner. Er gilt als veredelte Shortdrink-Variante des beliebten Longdrink-Klassikers Mojito (weißer Rum, Limette, Minze, Zucker, Sodawasser), da er statt mit Sodawasser mit Champagner aufgegossen wird. Im Gegensatz zum Mojito wird allerdings nicht weißer, sondern brauner, gereifter Rum verwendet sowie zusätzlich Angosturabitter und in einer Cocktail- oder Champagnerschale serviert.

## Geschichte
Der Old Cuban ist einer der wenigen bekannten Cocktails, dessen Entstehungsgeschichte nachvollziehbar und unumstritten ist, denn das Rezept wurde erst 2002 veröffentlicht. Kreiert wurde er von der Barkeeperin Audrey Saunders, die seit 2005 die New Yorker Bar Pegu Club betreibt. Schon wenig später war der Drink auf Barkarten weltweit zu finden und gehört jedenfalls in Deutschland zu den Top-Sellern in gehobenen Bars. Der Drink sei „extrem süffig und unglaublich frisch“, und wer einen trinke, lasse meist auch noch weitere folgen, so mehrere Barkeeper.
Zwar verwendet Saunders einen puerto-ricanischen Rum, jedoch begann die Geschichte des Hauses Bacardi auf Kuba, was den Namen erklären könnte.

## Zubereitung
Im Originalrezept von Audrey Saunders werden 6 Blätter Minze mit 2,25 cl frisch gepresstem Limettensaft und 3 cl Zuckersirup in einen Cocktail-Shaker gegeben und mit einem Stößel oder Barlöffel leicht angedrückt, dann 4,5 cl gereifter Rum (Saunders nahm Bacardi 8 Años) und 2 Dashes (Spritzer) Angosturabitter sowie Eis hinzugefügt, geschüttelt und „straight up“, also ohne Eis, in eine große Cocktailschale doppelt abgeseiht. Schließlich gibt man 6 cl Champagner dazu und garniert mit einer gezuckerten Vanilleschote. Die Vanilleschoten werden dazu halbiert, ausgekratzt und mindestens eine Woche in Zucker gelagert, der dabei ein intensives Vanillearoma annimmt. Alternativ kann mit einem kleinen Zweig Minze garniert werden.